# 川崎製鉄水島硬式野球部
川崎製鉄水島硬式野球部（かわさきせいてつみずしまこうしきやきゅうぶ）は、岡山県倉敷市に本拠地を置き、日本野球連盟に加盟していた社会人野球の企業チームである。2002年に解散した。

## 概要
川崎製鉄水島製鉄所（岡山県倉敷市）の硬式野球部として1970年に創部した。ユニフォームのズボンのすそを足首まで下げない、23歳以下の部員は喫煙禁止など厳格な部則があった。
1972年の都市対抗野球岡山予選で公式戦初勝利を挙げた。その後1982年に宮本和知が入部するなど強化に注力し、1984年に都市対抗野球、1985年には日本選手権に初出場を果たしている。
1991年から1993年にかけては、都市対抗野球と日本選手権に合わせて5期連続で本大会出場を果たすなど黄金期を迎え、三菱自動車水島とともに県内の社会人野球で2強と呼ばれていた。1994年には、同年限りで解散した神戸野球部の選手を受け入れている。
2001年、母体である川崎製鉄と日本鋼管（NKK）が合併しJFEスチールが発足することが発表され、野球部もNKK硬式野球部（旧：日本鋼管福山硬式野球部）と統合して新たにJFE西日本硬式野球部となるため、2002年シーズン限りでの活動停止が決定した。2002年は、神田義英や北川利之を擁して日本選手権に4年ぶりに出場した。ベテランを中心に7人の選手が引退し、NKKの本拠地であった福山市の新生野球部に合流した。

## 沿革
- 1970年 - 『川崎製鉄水島硬式野球部』として創部。
- 1984年 - 都市対抗野球に初出場。
- 1985年 - 日本選手権に初出場
- 2002年 - 解散。NKK硬式野球部と統合しJFE西日本硬式野球部となる。

## 主要大会の出場歴・最高成績
- 都市対抗野球大会 - 出場5回
- 社会人野球日本選手権大会 - 出場8回
- JABA高砂市長杯争奪大会 - 優勝1回（1997年）
- JABA徳山(スポニチ)大会 - 優勝1回（1997年）

## 主な出身プロ野球選手
- 宮本和知（投手） - 1984年ドラフト3位で読売ジャイアンツに入団
- 吉原孝介（捕手） - 1990年ドラフト2位で読売ジャイアンツに入団
- 真栄喜正和（外野手） - 1990年ドラフト6位で日本ハムファイターズに入団
- 山原和敏（投手） - 1992年ドラフト1位で日本ハムファイターズに入団
- 神田義英（投手） - 2002年ドラフト4位で千葉ロッテマリーンズに入団
- 北川利之（内野手） - 2002年ドラフト6位で横浜ベイスターズに入団
- 岡本秀寛（投手） - チームの統合に伴いJFE西日本に移籍後、2004年大学生・社会人ドラフト4位で東京ヤクルトスワローズに入団

## かつて所属していた主な選手
- 射手園眞一 - 選手として在籍。九州三菱自動車を経て、BASEBALL FIRST LEAGUE（現・関西独立リーグ (2代目)）球団のコーチや監督を務めた。